# 다나시역
다나시역(일본어: 田無駅)은 일본 도쿄도 니시토쿄시에 있는 철도역이다.

## 타는 곳
| ↑ 세이부 야기사와 |
| \| 1 2 \| 3 4 \|  |
| 하나코가네이 ↓    |

| 1 | ■ 신주쿠 선                        | 가미샤쿠지이・사기노미야・다카다노바바・세이부 신주쿠 방면                     |
| 2 | ■ 신주쿠 선 (대피선 및 당역출발선) | 가미샤쿠지이・사기노미야・다카다노바바・세이부 신주쿠 방면                     |
| 3 | ■ 신주쿠 선 (대피선 및 당역종착선) | 도코로자와・혼카와고에 하이지마 선으로 직결 운행 다마가와조스이・하이지마 방면 |
| 4 | ■ 신주쿠 선                        | 도코로자와・혼카와고에 하이지마 선으로 직결 운행 다마가와조스이・하이지마 방면 |

## 역세권 정보
- 도쿄 대학 농학부 다마 농장

## 역사
- 1927년 4월 16일: 영업 개시.

## 로케이션
일본 애니메이션인 아따신치(한국명 아따맘마)에서 본 역과 주변이 배경으로 등장하였다.

## 인접역
| 세이부 철도■신주쿠선               | 세이부 철도■신주쿠선  | 세이부 철도■신주쿠선                   |
| ---------------------------------- | --------------------- | -------------------------------------- |
| 다카다노바바 세이부 신주쿠 방면    | ■쾌속급행 가와고에 호 | 히가시무라야마 혼카와고에 방면         |
| 가미샤쿠지이 세이부 신주쿠 방면    | ■통근급행（상행선만） | 히가시무라야마 혼카와고에 방면         |
| 가미샤쿠지이 세이부 신주쿠 방면    | ■하이지마 쾌속        | 고다이라 하이지마 방면                 |
| 가미샤쿠지이 세이부 신주쿠 방면    | ■급행                 | 하나코가네이 혼카와고에, 하이지마 방면 |
| 세이부 야기사와 세이부 신주쿠 방면 | ■준급, ■보통          | 하나코가네이 혼카와고에, 하이지마 방면 |